# Sune Berg Hansen
Sune Berg Hansen (* 21. April 1971 in Gentofte) ist ein dänischer Schachspieler. 1993 wurde er Internationaler Meister und seit 1998 trägt er den Titel Großmeister.

## Leben

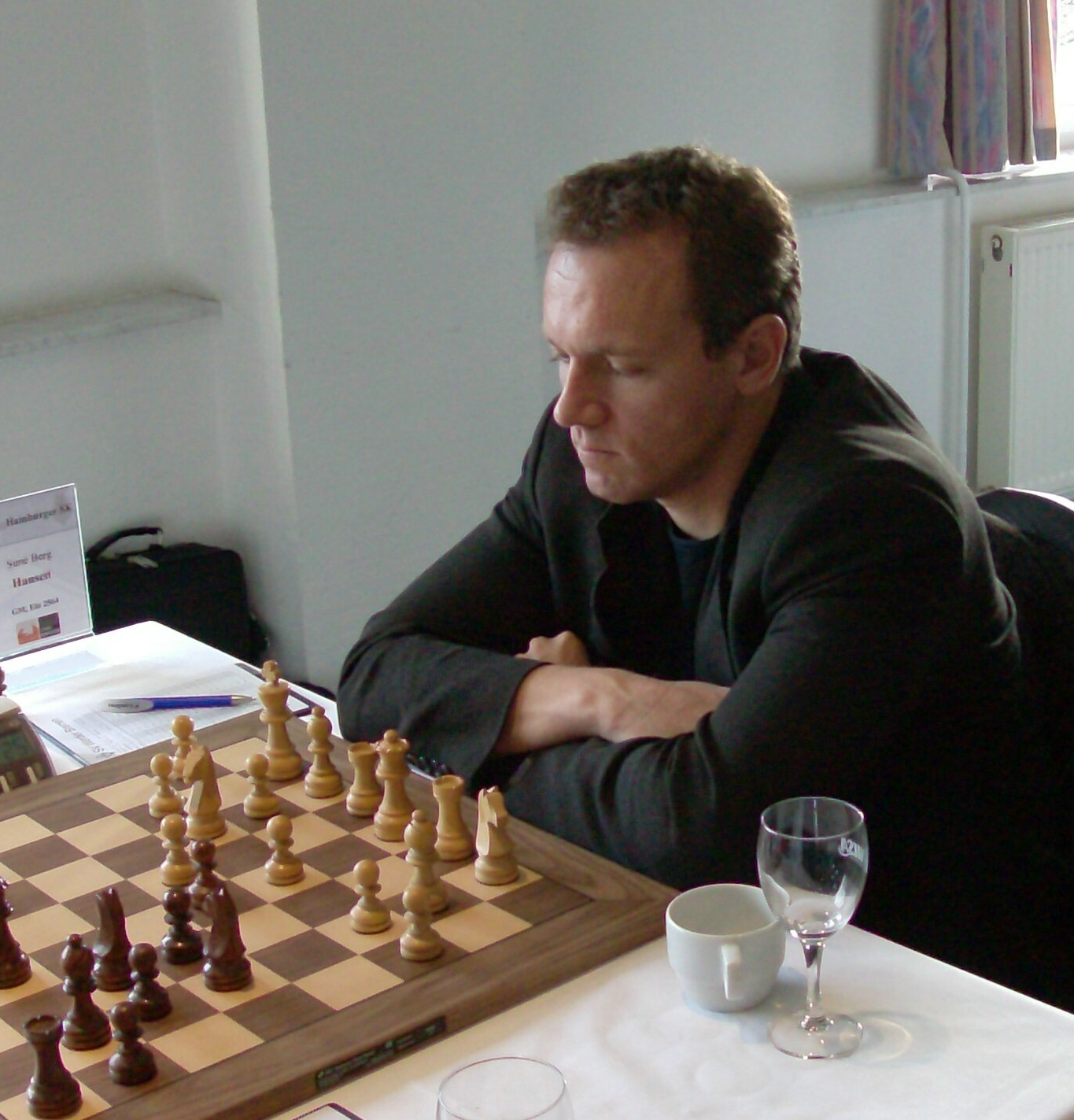
Sune Berg Hansen, 2007

Hansen schloss die Universität Kopenhagen mit einem Bachelor in Wirtschaftswissenschaften ab. Seit 2005 ist er ein professioneller Pokerspieler. Er ist Gründer des dänischen Kontores PokerNet und schreibt eine tägliche Schach- sowie eine wöchentliche Pokerkolumne für die dänische Zeitung Politiken. Er schreibt auch für das European Poker Magazine.

## Schacherfolge
1998 gewann er den Excelsior Cup in Göteborg, 1999 die Hamburger Einzelmeisterschaft. Im Jahr 2000 konnte er sich beim Zonenturnier in Reykjavík für die Weltmeisterschaftsausscheidung qualifizieren, bei der er allerdings in Neu-Delhi in der ersten Runde mit 0,5:1,5 gegen Andrei Charlow ausschied. Er nahm für Dänemark an sieben Schacholympiaden teil (1994, 2000, 2002, 2004, 2006, 2010 und 2012), wobei er ein positives Gesamtergebnis von 37 Punkten aus 70 Partien aufzuweisen hat (+21 =32 −17) sowie fünf Mannschaftseuropameisterschaften (2005, 2007, 2009, 2011 und 2013). Siebenmal konnte er die dänische Einzelmeisterschaft gewinnen: 2002 in Greve, 2005 in Køge, 2006 und 2007 jeweils in Aalborg, 2009 in Silkeborg, 2012 in Helsingør und 2015 in Svendborg.
In der deutschen Schachbundesliga spielt er seit 1998 für den Hamburger SK, mit dem er auch 2007 am European Club Cup teilnahm, in dänischen Ligen bis 2009 für den Helsingør Skakklub und in der Saison 2017/18 für den Hillerød Skakklub. In Schweden spielte er bis zur Saison 2002/03 für Lunds ASK. Nach zehnjähriger Pause in der schwedischen Liga war er in den Saisons 2012/13 und 2013/14 wieder für Lund aktiv; von 2015 bis 2018 spielte er für die Mannschaft von Malmö AS, mit der er 2018 Meister wurde. In der Saison 2018/19 trat Hansen erneut für den Lunds ASK und gewann mit diesem den Titel. Außerdem hat auch zwischen 2005 und 2007 in der niederländischen Meesterklasse einzelne Wettkämpfe für Homburg Apeldoorn bestritten.